# María Vicente García
María Vicente García (l'Hospitalet de Llobregat, 2001) és una atleta d'heptatló catalana que va iniciar la seva carrera a l'ISS Hospitalet. Actualment és membre del CD Nike Running.
De mare de Conca i pare cubà, l'any 2018 fou rècord del món de pentatló sub-18 en el Campionat d'Espanya celebrat a Antequera amb una marca de 4.371 punts. El 2017 fou campiona mundial juvenil d'heptatló a Nairobi, Kenya, sent la primera atleta catalana, de qualsevol categoria, en obtenir medalla en aquesta prova.
Des dels 3 als 11 anys va practicar ballet i la seva mare, Mª José, que també va ser atleta i té el títol d'entrenadora, va veure les possibilitats de Maria en l'heptatló. Des de setembre de 2017 fins 2020 ha viscut al CAR de Sant Cugat on estudia i entrena. El 2020 va marxar a Donostia per posar-se sota les ordres de l'entrenador Ramon Cid.
El 2018 va rebre el guardó a la Projecció Femenina en la 21a Festa de l'Esport Català, que organitzen la UFEC i el diari Sport.

## Trajectòria esportiva
Va començar a practicar l'atletisme el 2011 i des de llavors ha aconseguit més de 50 rècords i plusmarques d'Espanya i mundials en diferents categories i especialitats: 60 metres tanques, 80 metres tanques, 100 metres tanques, salt d'alçada, salt de llargada, triple salt, pentatló, heptatló i 200 metres.
Després d'aconseguir una marca de 5522 punts en heptatló juvenil, va ser seleccionada per representar Espanya al Campionat Mundial d'Atletisme Sub-18 del 2017 celebrat a Nairobi, Kenya. El 15 de juliol, en aquests campionats mundials, va guanyar la medalla d'or, amb un nou rècord personal i nacional de 5612 punts. Per això, va millorar la seva marca personal en sis dels set esdeveniments que componen la prova. Al setembre d'aquell any es va traslladar al CAR de Sant Cugat per entrenar a les ordres de Fernando Martínez.
El 10 de març de 2018, al Campionat Nacional Sub-18 a Antequera, Vicente va guanyar el títol i va batre el rècord del món cadet de pentatló amb 4371 punts, millorant la marca anterior, propietat de la britànica Morgan Lake des de 2014, a 87 punts.
El 3 de juny del 2018 va superar el seu propi rècord d'Espanya d'heptatló juvenil amb 5711 punts. Tres setmanes després, va guanyar el campionat nacional Sub-18 als 100 metres tanques i va millorar el seu propi rècord espanyol amb 13.36.
Els dies 5 i 6 de juliol de 2018 va aconseguir la medalla d'or d'heptatló al Campionat Europeu Sub-18 celebrat a Győr, Hongria, batent el rècord mundial d'heptatló juvenil amb una marca de 6221 punts, 35 més que l'antic rècord que ostentava la ucraïnesa Alina Shukh des de 2016. Durant la competició va millorar la seva marca personal en sis de les set proves, aconseguint el triomf parcial en tres, i va batre també el rècord dels campionats al salt de llargada amb una marca de 6.37 m. Dos dies després també va participar en la final de triple salt, tornant a guanyar la medalla d'or amb un salt de 13.95 m, marca que també la va qualificar per participar al Campionat Europeu d'Atletisme de 2018. En aquest campionat, en què va ser l'atleta més jove de l'equip espanyol, no va poder passar de la ronda de qualificació.
Va culminar la temporada amb una medalla de plata als Jocs Olímpics de la Joventut de Buenos Aires 2018, aquesta vegada darrere de la búlgara Aleksandra Nacheva, a qui havia derrotat a l'europeu sub-20 uns mesos abans.
El febrer del 2019, amb 17 anys, va quedar campiona d'Espanya absoluta de pentatló als Campionats d'Espanya celebrats a Antequera, on a més va batre el rècord d'Espanya absolut amb 4412 punts. Dos setmanes després va participar en la prova de pentatló del Campionat d'Europa a pista coberta, on va acabar novena. 20
El 19 de juliol del 2019 va tornar a ser campiona d'Europa d'heptatló, aquesta vegada ja en categoria sub-20, aconseguint a més un nou rècord d'Espanya absolut amb una marca de 6115 punts, superant en 210 punts l'anterior, en poder de Carmen Rams. També va formar part del quartet espanyol per al relleu 4 x 100 metres, aconseguint batre el rècord d'Espanya sub-20 a la semifinal;  obstant això, van quedar desqualificades a la final per un error en el lliurament del testimoni. A nivell nacional es va proclamar també campiona d'Espanya d'heptatló en categoria absoluta. 24
Al març del 2020, després d'una temporada de pista coberta irregular a causa de les seves molèsties físiques, decideix traslladar-se a Sant Sebastià per entrenar a les ordres de Ramón Cid.
El 2021 va tornar a ser campiona d'Espanya de pentatló a pista coberta amb un nou rècord nacional de 4501 punts. També va participar en la prova individual de llargada, on va guanyar el bronze després d'un error dels jutges en un salt que li podria haver suposat l'or. A l'Europeu a Pista Coberta, després d'una bona jornada matutina, va fer tres nuls a la prova de llargada que la van portar a no acabar la competició.
Va començar la temporada a l'aire lliure del 2021 batent el seu propi rècord d'Espanya d'heptatló, amb una marca de 6304 punts, a la reunió Multistars de Lana (Itàlia). Va substituir a última hora a Fátima Diame a la prova de llargada del Campionat d'Europa de Nacions i va obtenir un tercer lloc amb una marca de 6,42 m. Al Campionat d'Espanya va decidir, en lloc de l'heptatló, disputar les proves de llargada i 200 m, i va resultar campiona d'Espanya en aquesta última amb rècord del campionat. En els seus primers Jocs Olímpics, els de Tòquio 2020, una mala marca a la prova de javelina el va fer acabar en la divuitena posició.
El 2022 va millorar el seu rècord d'Espanya de pentatló amb una marca de 4582 punts al campionat d'Espanya a pista coberta. No obstant això, va patir una lesió dies després que li va impedir participar en el campionat del món de Belgrad. Aquesta lesió la va llastar durant la temporada d'estiu i, després de no acudir al Campionat del Món a causa d'ella, no va poder acabar l'heptatló del Campionat d'Europa.
El 14 de juliol de 2023 va aconseguir la medalla d'or als Campionats d'Europa sub-23, celebrats a la localitat finesa d'Espoo, amb un salt de 14 metres i 21 centímetres, només a dos centímetres del rècord d'Espanya.; en aquesta mateixa competició ha aconseguit el quart lloc a la prova de salt de llargada, amb un salt de 6 metres i 56 cm.

## Resultats a competicions internacionals
| Representant a Espanya \| Any \| Competició \| Seu \| Posició \| Prova \| Marca \| \| ---- \| --------------------------------------- \| ------------ \| ------------- \| ---------------- \| ------------- \| \| 2017 \| Campionat Mundial Sub-18 \| Nairobi \| 1 \| Heptatló juvenil \| 5612 pts \| \| 2017 \| Festival Olímpic de la Joventut Europea \| Győr \| 1 \| Triple salt \| 13.72 \| \| 2018 \| Campionat Europeo Sub-18 \| Győr \| 1 \| Triple salt \| 13.95 \| \| 2018 \| Campionat Europeo Sub-18 \| Győr \| 1 \| Heptatló juvenil \| 6221 pts \| \| 2018 \| Campionat d'Europa \| Berlín \| 25.º (calif.) \| Triple salt \| 13.50 \| \| 2018 \| Jocs Olímpics de la Joventut \| Buenos Aires \| 2 \| Triple salt \| 13.76 + 13.67 \| \| 2019 \| Campionat d'Europa en pista coberta \| Glasgow \| 9a \| Pentatló \| 4363 pts \| \| 2019 \| Campionat Europeu Sub-20 \| Borås \| 1 \| Heptatló \| 6115 pts \| \| 2019 \| Campionat Europeu Sub-20 \| Borås \| DQ (final) \| Relleu 4 × 100 m \| -- \| \| 2021 \| Campionat d'Europa en pista cubierta \| Toruń \| DNF \| Pentatló \| -- \| \| 2021 \| Campionat d'Europa de Nacions \| Chorzow \| 3a \| Salt de llargada \| 6.42 \| \| 2021 \| Jocs Olímpics \| Tòquio \| 18a \| Heptatló \| 6117 pts \| \| 2022 \| Campionat d'Europa \| Múnic \| DNF \| Heptatló \| -- \| \| 2023 \| Campionat d'Europa Sub-23 \| Espoo \| 1 \| Triple salt \| 14.21 \| \| 2023 \| Campionat d'Europa Sub-23 \| Espoo \| 4a \| Salt de llargada \| 6.56 \| | Representant a Espanya \| Any \| Competició \| Seu \| Posició \| Prova \| Marca \| \| ---- \| --------------------------------------- \| ------------ \| ------------- \| ---------------- \| ------------- \| \| 2017 \| Campionat Mundial Sub-18 \| Nairobi \| 1 \| Heptatló juvenil \| 5612 pts \| \| 2017 \| Festival Olímpic de la Joventut Europea \| Győr \| 1 \| Triple salt \| 13.72 \| \| 2018 \| Campionat Europeo Sub-18 \| Győr \| 1 \| Triple salt \| 13.95 \| \| 2018 \| Campionat Europeo Sub-18 \| Győr \| 1 \| Heptatló juvenil \| 6221 pts \| \| 2018 \| Campionat d'Europa \| Berlín \| 25.º (calif.) \| Triple salt \| 13.50 \| \| 2018 \| Jocs Olímpics de la Joventut \| Buenos Aires \| 2 \| Triple salt \| 13.76 + 13.67 \| \| 2019 \| Campionat d'Europa en pista coberta \| Glasgow \| 9a \| Pentatló \| 4363 pts \| \| 2019 \| Campionat Europeu Sub-20 \| Borås \| 1 \| Heptatló \| 6115 pts \| \| 2019 \| Campionat Europeu Sub-20 \| Borås \| DQ (final) \| Relleu 4 × 100 m \| -- \| \| 2021 \| Campionat d'Europa en pista cubierta \| Toruń \| DNF \| Pentatló \| -- \| \| 2021 \| Campionat d'Europa de Nacions \| Chorzow \| 3a \| Salt de llargada \| 6.42 \| \| 2021 \| Jocs Olímpics \| Tòquio \| 18a \| Heptatló \| 6117 pts \| \| 2022 \| Campionat d'Europa \| Múnic \| DNF \| Heptatló \| -- \| \| 2023 \| Campionat d'Europa Sub-23 \| Espoo \| 1 \| Triple salt \| 14.21 \| \| 2023 \| Campionat d'Europa Sub-23 \| Espoo \| 4a \| Salt de llargada \| 6.56 \| | Representant a Espanya \| Any \| Competició \| Seu \| Posició \| Prova \| Marca \| \| ---- \| --------------------------------------- \| ------------ \| ------------- \| ---------------- \| ------------- \| \| 2017 \| Campionat Mundial Sub-18 \| Nairobi \| 1 \| Heptatló juvenil \| 5612 pts \| \| 2017 \| Festival Olímpic de la Joventut Europea \| Győr \| 1 \| Triple salt \| 13.72 \| \| 2018 \| Campionat Europeo Sub-18 \| Győr \| 1 \| Triple salt \| 13.95 \| \| 2018 \| Campionat Europeo Sub-18 \| Győr \| 1 \| Heptatló juvenil \| 6221 pts \| \| 2018 \| Campionat d'Europa \| Berlín \| 25.º (calif.) \| Triple salt \| 13.50 \| \| 2018 \| Jocs Olímpics de la Joventut \| Buenos Aires \| 2 \| Triple salt \| 13.76 + 13.67 \| \| 2019 \| Campionat d'Europa en pista coberta \| Glasgow \| 9a \| Pentatló \| 4363 pts \| \| 2019 \| Campionat Europeu Sub-20 \| Borås \| 1 \| Heptatló \| 6115 pts \| \| 2019 \| Campionat Europeu Sub-20 \| Borås \| DQ (final) \| Relleu 4 × 100 m \| -- \| \| 2021 \| Campionat d'Europa en pista cubierta \| Toruń \| DNF \| Pentatló \| -- \| \| 2021 \| Campionat d'Europa de Nacions \| Chorzow \| 3a \| Salt de llargada \| 6.42 \| \| 2021 \| Jocs Olímpics \| Tòquio \| 18a \| Heptatló \| 6117 pts \| \| 2022 \| Campionat d'Europa \| Múnic \| DNF \| Heptatló \| -- \| \| 2023 \| Campionat d'Europa Sub-23 \| Espoo \| 1 \| Triple salt \| 14.21 \| \| 2023 \| Campionat d'Europa Sub-23 \| Espoo \| 4a \| Salt de llargada \| 6.56 \| | Representant a Espanya \| Any \| Competició \| Seu \| Posició \| Prova \| Marca \| \| ---- \| --------------------------------------- \| ------------ \| ------------- \| ---------------- \| ------------- \| \| 2017 \| Campionat Mundial Sub-18 \| Nairobi \| 1 \| Heptatló juvenil \| 5612 pts \| \| 2017 \| Festival Olímpic de la Joventut Europea \| Győr \| 1 \| Triple salt \| 13.72 \| \| 2018 \| Campionat Europeo Sub-18 \| Győr \| 1 \| Triple salt \| 13.95 \| \| 2018 \| Campionat Europeo Sub-18 \| Győr \| 1 \| Heptatló juvenil \| 6221 pts \| \| 2018 \| Campionat d'Europa \| Berlín \| 25.º (calif.) \| Triple salt \| 13.50 \| \| 2018 \| Jocs Olímpics de la Joventut \| Buenos Aires \| 2 \| Triple salt \| 13.76 + 13.67 \| \| 2019 \| Campionat d'Europa en pista coberta \| Glasgow \| 9a \| Pentatló \| 4363 pts \| \| 2019 \| Campionat Europeu Sub-20 \| Borås \| 1 \| Heptatló \| 6115 pts \| \| 2019 \| Campionat Europeu Sub-20 \| Borås \| DQ (final) \| Relleu 4 × 100 m \| -- \| \| 2021 \| Campionat d'Europa en pista cubierta \| Toruń \| DNF \| Pentatló \| -- \| \| 2021 \| Campionat d'Europa de Nacions \| Chorzow \| 3a \| Salt de llargada \| 6.42 \| \| 2021 \| Jocs Olímpics \| Tòquio \| 18a \| Heptatló \| 6117 pts \| \| 2022 \| Campionat d'Europa \| Múnic \| DNF \| Heptatló \| -- \| \| 2023 \| Campionat d'Europa Sub-23 \| Espoo \| 1 \| Triple salt \| 14.21 \| \| 2023 \| Campionat d'Europa Sub-23 \| Espoo \| 4a \| Salt de llargada \| 6.56 \| | Representant a Espanya \| Any \| Competició \| Seu \| Posició \| Prova \| Marca \| \| ---- \| --------------------------------------- \| ------------ \| ------------- \| ---------------- \| ------------- \| \| 2017 \| Campionat Mundial Sub-18 \| Nairobi \| 1 \| Heptatló juvenil \| 5612 pts \| \| 2017 \| Festival Olímpic de la Joventut Europea \| Győr \| 1 \| Triple salt \| 13.72 \| \| 2018 \| Campionat Europeo Sub-18 \| Győr \| 1 \| Triple salt \| 13.95 \| \| 2018 \| Campionat Europeo Sub-18 \| Győr \| 1 \| Heptatló juvenil \| 6221 pts \| \| 2018 \| Campionat d'Europa \| Berlín \| 25.º (calif.) \| Triple salt \| 13.50 \| \| 2018 \| Jocs Olímpics de la Joventut \| Buenos Aires \| 2 \| Triple salt \| 13.76 + 13.67 \| \| 2019 \| Campionat d'Europa en pista coberta \| Glasgow \| 9a \| Pentatló \| 4363 pts \| \| 2019 \| Campionat Europeu Sub-20 \| Borås \| 1 \| Heptatló \| 6115 pts \| \| 2019 \| Campionat Europeu Sub-20 \| Borås \| DQ (final) \| Relleu 4 × 100 m \| -- \| \| 2021 \| Campionat d'Europa en pista cubierta \| Toruń \| DNF \| Pentatló \| -- \| \| 2021 \| Campionat d'Europa de Nacions \| Chorzow \| 3a \| Salt de llargada \| 6.42 \| \| 2021 \| Jocs Olímpics \| Tòquio \| 18a \| Heptatló \| 6117 pts \| \| 2022 \| Campionat d'Europa \| Múnic \| DNF \| Heptatló \| -- \| \| 2023 \| Campionat d'Europa Sub-23 \| Espoo \| 1 \| Triple salt \| 14.21 \| \| 2023 \| Campionat d'Europa Sub-23 \| Espoo \| 4a \| Salt de llargada \| 6.56 \| | Representant a Espanya \| Any \| Competició \| Seu \| Posició \| Prova \| Marca \| \| ---- \| --------------------------------------- \| ------------ \| ------------- \| ---------------- \| ------------- \| \| 2017 \| Campionat Mundial Sub-18 \| Nairobi \| 1 \| Heptatló juvenil \| 5612 pts \| \| 2017 \| Festival Olímpic de la Joventut Europea \| Győr \| 1 \| Triple salt \| 13.72 \| \| 2018 \| Campionat Europeo Sub-18 \| Győr \| 1 \| Triple salt \| 13.95 \| \| 2018 \| Campionat Europeo Sub-18 \| Győr \| 1 \| Heptatló juvenil \| 6221 pts \| \| 2018 \| Campionat d'Europa \| Berlín \| 25.º (calif.) \| Triple salt \| 13.50 \| \| 2018 \| Jocs Olímpics de la Joventut \| Buenos Aires \| 2 \| Triple salt \| 13.76 + 13.67 \| \| 2019 \| Campionat d'Europa en pista coberta \| Glasgow \| 9a \| Pentatló \| 4363 pts \| \| 2019 \| Campionat Europeu Sub-20 \| Borås \| 1 \| Heptatló \| 6115 pts \| \| 2019 \| Campionat Europeu Sub-20 \| Borås \| DQ (final) \| Relleu 4 × 100 m \| -- \| \| 2021 \| Campionat d'Europa en pista cubierta \| Toruń \| DNF \| Pentatló \| -- \| \| 2021 \| Campionat d'Europa de Nacions \| Chorzow \| 3a \| Salt de llargada \| 6.42 \| \| 2021 \| Jocs Olímpics \| Tòquio \| 18a \| Heptatló \| 6117 pts \| \| 2022 \| Campionat d'Europa \| Múnic \| DNF \| Heptatló \| -- \| \| 2023 \| Campionat d'Europa Sub-23 \| Espoo \| 1 \| Triple salt \| 14.21 \| \| 2023 \| Campionat d'Europa Sub-23 \| Espoo \| 4a \| Salt de llargada \| 6.56 \| |
| Any | Competició | Seu | Posició | Prova | Marca |
| --- | --- | --- | --- | --- | --- |
| 2017 | Campionat Mundial Sub-18 | Nairobi | 1 | Heptatló juvenil | 5612 pts |
| 2017 | Festival Olímpic de la Joventut Europea | Győr | 1 | Triple salt | 13.72 |
| 2018 | Campionat Europeo Sub-18 | Győr | 1 | Triple salt | 13.95 |
| 2018 | Campionat Europeo Sub-18 | Győr | 1 | Heptatló juvenil | 6221 pts |
| 2018 | Campionat d'Europa | Berlín | 25.º (calif.) | Triple salt | 13.50 |
| 2018 | Jocs Olímpics de la Joventut | Buenos Aires | 2 | Triple salt | 13.76 + 13.67 |
| 2019 | Campionat d'Europa en pista coberta | Glasgow | 9a | Pentatló | 4363 pts |
| 2019 | Campionat Europeu Sub-20 | Borås | 1 | Heptatló | 6115 pts |
| 2019 | Campionat Europeu Sub-20 | Borås | DQ (final) | Relleu 4 × 100 m | -- |
| 2021 | Campionat d'Europa en pista cubierta | Toruń | DNF | Pentatló | -- |
| 2021 | Campionat d'Europa de Nacions | Chorzow | 3a | Salt de llargada | 6.42 |
| 2021 | Jocs Olímpics | Tòquio | 18a | Heptatló | 6117 pts |
| 2022 | Campionat d'Europa | Múnic | DNF | Heptatló | -- |
| 2023 | Campionat d'Europa Sub-23 | Espoo | 1 | Triple salt | 14.21 |
| 2023 | Campionat d'Europa Sub-23 | Espoo | 4a | Salt de llargada | 6.56 |